# Asteridea athrixioides
Asteridea athrixioides là một loài thực vật có hoa trong họ Cúc. Loài này được (Sond. & F.Muell.) Kroner mô tả khoa học đầu tiên năm 1980.